# Bulgarian International 1994
Die Bulgarian International 1994 im Badminton fanden Mitte November 1994 statt.

## Medaillengewinner
| Disziplin    | Gold                                      | Silber                              | Bronze                                |
| ------------ | ----------------------------------------- | ----------------------------------- | ------------------------------------- |
| Herreneinzel | Hannes Fuchs                              | Vladislav Druzchenko                | John Leung                            |
| Herreneinzel | Hannes Fuchs                              | Vladislav Druzchenko                | Konstantin Tatranov                   |
| Dameneinzel  | Katarzyna Krasowska                       | Neli Boteva                         | Renni Assenova                        |
| Dameneinzel  | Katarzyna Krasowska                       | Neli Boteva                         | Sandra Dimbour                        |
| Herrendoppel | Robert Mateusiak Damian Pławecki          | Mihail Popov Svetoslav Stoyanov     | Jean-Frédéric Massias Etienne Thobois |
| Herrendoppel | Robert Mateusiak Damian Pławecki          | Mihail Popov Svetoslav Stoyanov     | Michail Mizin Konstantin Tatranov     |
| Damendoppel  | Elena Nozdran Victoria Evtushenko         | Markéta Koudelková Eva Lacinová     | Neli Boteva Raina Tzvetkova           |
| Damendoppel  | Elena Nozdran Victoria Evtushenko         | Markéta Koudelková Eva Lacinová     | Sandra Dimbour Christelle Mol         |
| Mixed        | Vladislav Druzchenko Victoria Evtuschenko | Konstantin Tatranov Irina Koloskova | Manuel Dubrulle Sandrine Lefèvre      |
| Mixed        | Vladislav Druzchenko Victoria Evtuschenko | Konstantin Tatranov Irina Koloskova | Daniel Gaspar Jitka Lacinová          |